# Pama (Cameroun)
Pour les articles homonymes, voir Pama.
Pama est un village du Cameroun situé dans la région du Sud et le département de l'Océan. Faisant partie de la commune de Lokoundjé, il se trouve à 50 km de Kribi sur la route qui lie Kribi à Edéa.

## Population
En 1966, la population était de 295 habitants. Lors du recensement de 2005, le village comptait 309 habitants dont 133 hommes et 176 femmes, principalement des Evuzok.